# Poker en 1991
Cet article résume les événements liés au monde du poker en 1991.

## Tournois majeurs

### World Series of Poker 1991
Brad Daugherty remporte le Main Event, qui est le premier à offrir un premier prix de 1 million de dollars.

### Super Bowl of Poker 1991
Il s'agit de la dernière édition du Super Bowl of Poker. Jack Keller remporte le Main Event, devenant le second joueur, après Stu Ungar, à le remporter une deuxième fois.

## Poker Hall of Fame
David "Chip" Reese est intronisé.